# عبدالله سکو سمپیل
عبدالله سکو سمپیل (انگلیسی: Abdoulaye Sekou Sampil؛ زادهٔ ۹ دسامبر ۱۹۸۴) بازیکن فوتبال اهل سنگال است.
از باشگاه‌هایی که در آن بازی کرده‌است می‌توان به باشگاه فوتبال کارپی اشاره کرد.